# Nemuno slėnio pievos ties Viešvile
Nemuno slėnio pievos ties Viešvile este o arie protejată (arie de protecție specială avifaunistică — SPA) din Lituania întinsă pe o suprafață de 595,2 ha, integral pe uscat.

## Localizare
Centrul sitului Nemuno slėnio pievos ties Viešvile este situat la coordonatele 55°03′27″N 22°23′38″E / 55.0575°N 22.3939°E.

## Înființare
Situl Nemuno slėnio pievos ties Viešvile a fost declarat arie de protecție specială avifaunistică în februarie 2022 pentru a proteja 5 specii de animale.

## Biodiversitate
Situată în ecoregiunea boreală, aria protejată nu include niciun habitat protejat.
La baza desemnării sitului se află mai multe specii protejate de  păsări (5): erete de stuf (Circus aeruginosus), erete cenușiu (Circus pygargus), cristeiul de câmp (Crex crex), sfrâncioc roșiatic (Lanius collurio), cresteț pestriț (Porzana porzana).
Pe lângă speciile protejate, pe teritoriul sitului au mai fost identificate 1 specie de păsări, 1 specie de amfibieni, 1 specie de nevertebrate, 1 specie de pești.